# David Degen
David Degen (Liestal, 1983. február 15. –) svájci válogatott labdarúgó, jelenleg az FC Basel játékosa. Posztját tekintve jobbhátvéd.
A svájci válogatott tagjaként részt vett a 2006-os világbajnokságon.
Édesanyja révén félig holland származású, ikertestvére Philipp Degen szintén válogatott labdarúgó.

## Sikerei, díjai
FC Basel
- Svájci bajnok (5): 2003–04, 2004–05, 2007–08, 2012–13, 2013–14
- Svájci kupagyőztes (2): 2002–03, 2007–08
- Uhren kupagyőztes (2): 2003, 2013